# Ulica Towarowa w Poznaniu
Ulica Towarowa w Poznaniu – ulica w centrum Poznania, zlokalizowana częściowo (na północy) w obrębie Dzielnicy Cesarskiej. Znajduje się pomiędzy Świętym Marcinem na północy a ul. Stanisława Matyi na południu.
Powstała początkowo jako droga na przedpolu Bastionu Colomb w połowie XIX wieku. Okolica została przekształcona po likwidacji obwarowań miejskich w początkach XX wieku. Obecna nazwa została przyjęta w 1919 - ulica stanowiła drogę dojazdową do towarowej części dworca głównego. Z czasem obrosła kamienicami i magazynami - na pierzei zachodniej. W krawędzi wschodniej stanowi granicę parku Marcinkowskiego i skweru Maciejewskiego. 
Przy ulicy Towarowej znajduje się kilka znaczących budynków, w tym sala koncertowa Uniwersytetu Muzycznego (Aula Nova), biurowiec Delta i jeden z budynków poznańskiego Uniwersytetu Ekonomicznego. Ulicą biegnie linia tramwajowa umożliwiająca tramwajom jadącym z kierunku Górczyna do śródmieścia ominięcie zatłoczonego Ronda Kaponiera. W parku Maciejewskiego umieszczono Forum Academicum.
Dawniej część ulicy Towarowej stanowiła również dwujezdniowa arteria na odcinku od Mostu Dworcowego do ulicy Królowej Jadwigi. Od czerwca 2010 roku patronem tej ulicy jest Stanisław Matyja – jeden z bohaterów Powstania Poznańskiego.